# Art Directors Guild
Art Directors Guild  é uma união local da International Alliance of Theatrical Stage Employes (IATSE), representando cerca de 2.000 filmes e profissionais de televisão com base no Oeste dos Estados Unidos. Foi fundada em 1937, a Art Directors Guild (ADG, IATSE Local 800) reúne mais de 3.000 membros do mundo todo, principalmente americanos e canadenses, que trabalham como designers de produção, diretores de arte, cenógrafos, ilustradores, modeladores, assistentes de arte, entre outros.
Em 1996, foi realizado o primeiro ADG Awards (ADG Excellence in Production Design Awards), prêmio anual de excelência em design de produção no cinema, na TV e no teatro. Ao longo dos anos, filmes consagrados pela associação também receberam o Oscar nesta categoria. Porém, no ano passado, o alemão Nada de Novo no Front foi premiado pela Academia e não pela ADG. Vale lembrar que, dentro da estrutura do cinema brasileiro, o designer de produção é mais conhecido como diretor de arte.